# 宮古島市立狩俣中学校
宮古島市立狩俣中学校（みやこじましりつ かりまたちゅうがっこう）は、沖縄県宮古島市(宮古島)にある市立中学校。

## 沿革
- 1948年（昭和23年）4月1日 - 平良北中学校狩俣分校として開校。
- 1949年（昭和24年）4月1日 - 狩俣中学校として独立。
- 1975年（昭和50年）6月29日 - 学校給食を開始。
- 1995年（平成7年）9月17日 - 全国学校体育研究大会香川大会で全国保健体育優良校を受賞。
- 2005年（平成17年）10月1日 - 平良市の市町村合併に伴い、平良市立狩俣中学校から現名称（宮古島市立狩俣中学校）に改称。

## 通学区域
狩俣小学校区域と同一区域である。

## 出身著名人
- 狩俣昌也（プロバスケットボール選手）